# Raúl García Zárate
Raúl García Zárate (* 12. Dezember 1931 in Huamanga, Region Ayacucho; † 29. Oktober 2017 in Lima) war ein peruanischer Gitarrist, Komponist und vormaliger Rechtsanwalt.

## Leben
Raúl García Zárate wuchs mit sechs Geschwistern und seinen Eltern, dem Lebensmittelhändler Dionisio García Medina und Silvia Zárate Palomino, in der Regionalhauptstadt Huamanga auf. Er begann mit acht Jahren, Gitarre zu spielen, während er gleichzeitig seinem Vater im Geschäft half, und gab seine erste Vorstellung in Huamanga mit zwölf Jahren. Als er 14 war, starb sein Vater. Er wollte eigentlich Arzt werden, doch wäre dieses Studium sehr teuer geworden. So studierte er nach Abschluss der Sekundarschule zunächst zwei Jahre in Cusco Literatur und dann an der Universidad Nacional Mayor de San Marcos in Lima Rechtswissenschaft, wo er 25 Jahre als Rechtsanwalt tätig war. Nach eigener Aussage ging er diesen Weg, um die Rechte seiner Familie zu verteidigen, ließ aber niemals von der Kunst ab. Er sagt auch, er habe bei den Costeños in Lima eine Ablehnung der andinen Kultur erlebt, doch habe er sich vorgenommen, mit seiner Musik im andinen Stil aus Ayacucho dies zu ändern.
Raúl García Zárate brachte sich das Gitarrenspiel als Autodidakt bei. In den 1960er Jahren wurde er mit seinen Konzerten zunehmend erfolgreich und machte in den folgenden Jahren Konzerttouren nach Ecuador, Kolumbien, Bolivien, Chile, Venezuela, Argentinien, USA, Mexiko, Paraguay, Uruguay, Kuba, Spanien, Frankreich, Ungarn, Belgien, Schweiz, Deutschland, Finnland, Schweden, Norwegen, Japan und China. In den 1960er und 1970er Jahren trat er oft mit seinem ältesten Bruder Felipe Nery García Zárate (1926–1986) im Duo Hermanos García Zarate auf. 1966 nahm er seine erste Schallplatte Ayacucho auf. In den folgenden Jahren kamen weitere Platten bei Firmen in Peru, Mexiko, Deutschland, Frankreich, Argentinien, den USA und Japan heraus. Er hatte darüber hinaus Auftritte im Theater, Radio und Fernsehen Perus. Dies machte ihn finanziell unabhängig, so dass er um 1980 seine Tätigkeit als Jurist aufgab. Zusammen mit Manuelcha Prado und Javier Echecopar veröffentlichte er auch ein Liederbuch, Música para guitarra del Perú, das in peruanischen Musikschulen viel genutzt wird.
Im Oktober 2012 brach sich Raúl García bei einem Unfall während eines Spazierganges im Park den linken Arm, so dass er seitdem nicht mehr spielen konnte.

## Auszeichnungen
Raúl García erhielt vom Präsidenten der Republik Peru in Anerkennung seiner Beiträge für das „lebendige kulturelle Erbe Perus“ die Auszeichnungen Condecoración de la Orden al Mérito por Servicios Distinguidos en el Grado de Gran Cruz und Condecoración de la Orden del Servicio Civil del Estado en el Grado de Comendador, vom peruanischen Bildungsministerium Las Palmas Magisteriales en el Grado de Amauta und Condecoración de Las Palmas Artísticas en el Grado de Maestro, vom Kongress der Republik Peru die Ehrenmedaille (Medalla de Honor) im Offiziersgrad und vom Senat der Republik Peru im Komtursgrad. Das Nationale Kulturinstitut (Instituto Nacional de Cultura) verlieh ihm die Auszeichnung Orden de la Cultura Peruana; 2008 wurde er von Capital Americana de la Cultura und Antena 3 Internacional unter die 100 Personen Lateinamerikas mit dem meisten Einfluss auf die Kultur gewählt.

## Veröffentlichungen
- 1990, mit Manuelcha Prado und Javier Echecopar: Música para Guitarra del Perú

## Diskographie
- 1966: Ayacucho (LP, Mono), Sono Radio, LPL 2105
- 1968: Una Guitarra (LP, Mono), Industrial Sono-Radio S.A., LPL 2148
- 1969: Homenaje a Ayacucho (LP), Sono Radio, Lima
- 1970: Recital de Guitarra (LP), Sono Radio, S.E. 9276
- 1971: Raúl García, Guitarra Peruana (LP, Album), Discos Pueblo, México
- 1973: Raúl García y su Guitarra Andina (LP, Album), Sono Radio, S.E. 9326
- 1973: Duo Hnas. Sánchez con las Guitarras de Raúl García Zárate y Rafael
- 1973: La Pampa y la Puna (LP), Sono Radio, S.E. 9423
- 1976: Guitarra Peruana (LP, Album), Discos Pueblo, DP1020
- 1979: Recital Folklórico (LP), Sono Radio, S.E 9558
- 1984: Guitarra Sentimental (Cass, Album), CBS Discos, S.E. 8701
- 1985: Guitarra Sentimental (LP, Album), CBS, S.E. 8701
- 1988: Peru – Guitarra 2 versions, Seeds Records (2), A.S.P.I.C.

### Kompilationen
- 1974: Homenaje a Ayacucho (LP, Comp), Sono Radio, S.E. 9488
- 1985: Lo Mejor de Raúl García Zárate (LP, Comp), CBS, S.E. 8731
- 1983: Mi Guitarra Andina (LP, Comp), CBS, S.E 8587

### Mit Felipe Nery García Zárate (Dúo Hermanos García Zárate)
- 1966: Más Música de Ayacucho (LP), Sono Radio, Lima
- 1967: Canto y Guitarra de Ayacucho (LP), Sono Radio, Lima
- 1968: Así Cantan los Hermanos García (LP), Sono Radio, Lima
- 1969: Ayacucho Musical (LP), Sono Radio, Lima
- 1971: Mi Huamanga (LP), Sono Radio, Lima
- 1972: Qori Kinto (LP), Sono Radio, Lima
- 1973: Te Acordarás de Mí (LP), Sono Radio, Lima
- 1975: Sentimiento Morochuco (LP), Sono Radio, Lima
- 1976: Mis Recuerdos (LP), Sono Radio, Lima
- 1978: Puro Sentimiento (LP), Sono Radio, Lima